# Internet en Éthiopie
En Éthiopie, le taux de pénétration d’Internet est de 25 % en janvier 2022, et le pays tente actuellement une large expansion de l’accès à travers tout le pays. Ces efforts ont été entravés par la composition largement rurale de la population éthiopienne et par le refus du gouvernement d'autoriser toute privatisation du marché des télécommunications. Seulement 360 000 personnes avaient accès à Internet en 2008, soit un taux de pénétration de 0,4 %. 
Les cybercafés constituent la principale source d’accès à l’information dans les zones urbaines, et une communauté active de blogueurs et de journalistes en ligne joue désormais un rôle important en offrant des sources d’information alternatives et des lieux de dialogue politique. Cependant, les trois quarts des cybercafés du pays se trouvent dans la capitale, Addis-Abeba, et même là, l'accès est souvent lent et peu fiable. Un test réalisé par un chercheur de Media Ethiopia en juillet 2007 a déterminé que la vitesse moyenne de connectivité était de 5 kB/s et que le service Internet dans la plupart des cafés était indisponible entre 10% et 20% du temps.

## Disponibilité d'Internet dans le pays
En 2005, l'Éthiopie a annoncé son intention de dépenser des centaines de millions de dollars au cours des trois prochaines années pour connecter toutes les écoles, les hôpitaux et les bureaux gouvernementaux du pays, ainsi que la majeure partie de sa population rurale, au Internet haut débit via une connexion satellite ou la fibre. Entre 2005 et 2007, le gouvernement a dépensé 40 millions de dollars pour installer WoredaNET et SchoolNET, deux réseaux nationaux destinés à accroître la connectivité. WoredaNET fournit des services de courrier électronique, de vidéoconférence et de voix sur IP (VoIP) aux gouvernements locaux, et SchoolNet fournit du streaming audio et vidéo via un satellite VSAT (Very Small Aperture Terminal) en liaison descendante uniquement. Le gouvernement s'est engagé à consacrer 10 % de son budget annuel au développement et à la maintenance de ces réseaux, qui sont gérés par l'Autorité éthiopienne de développement des TIC (EICTDA), gérée par le gouvernement.
L’Éthiopie a fait plusieurs tentatives pour augmenter le haut débit disponible en posant 4 000 kilomètres de fibre optique le long des principales autoroutes du pays, en connectant son réseau au système de câbles sous-marins de l’Afrique de l’Est (EASSy) et en connectant Addis-Abeba aux réseaux de fibre optique existants à Port Soudan et à Djibouti. Ces initiatives ont connu un succès mitigé. Le réseau national n'est pas encore opérationnel, bien que le gouvernement ait promis de poser 10 000 kilomètres de fibre supplémentaires d'ici 2010. Une fois les câbles posés,[pas clair] Il semblerait que l'Éthiopie envisage d'ouvrir le réseau à un deuxième opérateur privé. L'EASSy a été retardé à plusieurs reprises en raison de désaccords entre les pays membres (bien qu'au moment de la rédaction du présent document, il était prévu qu'elle soit achevée en juin 2010  ), et la ligne vers Djibouti a été sabotée et pillée, prétendument par les rebelles de l'ONLF et de l'OLF, peu après son achèvement en 2006.
Actuellement, l’Internet par satellite est accessible à certaines grandes entreprises, mais les particuliers ne sont pas autorisés à disposer de connexions satellite privées. L'ETC interdit également l'utilisation de la VoIP dans les cybercafés et par la population en général, bien que son site Web répertorie la VoIP comme faisant partie de la future stratégie de l'entreprise en matière de haut débit.
En 2014, le nombre d’utilisateurs d’Internet en Éthiopie était passé à 1 836 035, soit environ 1,9 % de la population. En 2015, ce chiffre était passé à 3,7 millions, soit 3,7 %.

## Régulation et FAI
Ethio Telecom et l' Agence éthiopienne des télécommunications (ETA) ont le contrôle exclusif de l'accès à Internet dans tout le pays. L'ETA n'est pas un organisme de réglementation indépendant et son personnel ainsi que ses politiques en matière de télécommunications sont contrôlés par le gouvernement national. Elle accorde à Ethio Telecom une licence de monopole en tant que seul fournisseur d'accès Internet d'Éthiopie et vendeur de noms de domaine sous le domaine de premier niveau avec code de pays « .et ». Les cybercafés et autres revendeurs de services Internet doivent être agréés par l'ETA et doivent acheter leur accès via l'ETC. Les acheteurs individuels doivent également demander des connexions Internet via Ethio Telecom. En 2012, l'Éthiopie a adopté une loi interdisant à quiconque de « contourner l'infrastructure de télécommunications établie par le fournisseur de services de télécommunications », ce qui empêche la création de tout fournisseur de services Internet alternatif,.

## Censure

### Front démocratique révolutionnaire du peuple éthiopien (EPRDF) (2012-2018)
Sous le gouvernement du Front démocratique révolutionnaire du peuple éthiopien (EPRDF), Internet était soumis à un contrôle strict. En octobre 2012, l'OpenNet Initiative a répertorié l'Éthiopie comme étant engagée dans un filtrage Internet omniprésent dans le domaine politique, un filtrage sélectif dans les domaines des conflits/sécurité et des outils Internet, et il n'y a aucune preuve de filtrage dans le domaine social, et par l'ONI en octobre 2012. Le contenu bloqué a été découvert grâce à l'utilisation de paquets TCP RST (réinitialisation) falsifiés, une méthode qui n'est pas transparente pour les utilisateurs.
En 2012, l’Éthiopie restait un environnement très restrictif pour l’expression de la dissidence politique en ligne. Le gouvernement éthiopien a longtemps filtré le contenu politique critique et oppositionnel. L’application généralisée de la proclamation antiterroriste de 2009 du pays a servi de base à un certain nombre de condamnations récentes de blogueurs et de journalistes condamnés pour des accusations de terrorisme sur la base de leurs écrits en ligne et hors ligne. En juillet 2012, le blogueur Eskinder Nega a été condamné à 18 ans de prison pour avoir tenté d’inciter à la violence à travers ses articles de blog. Cet incident était la septième arrestation de Nega pour ses écrits critiques. Nega a été accusé d’avoir conspiré avec Ginbot 7, un groupe politique d’opposition qualifié d’organisation terroriste par le gouvernement éthiopien. Abebe Gellaw, de la plateforme d'information en ligne Addis Voice, ainsi que Mesfin Negash et Abiye Teklemariam, rédacteurs du site d'information Addis Neger Online, ont également été condamnés par contumace. Un certain nombre d’autres journalistes et personnalités politiques de l’opposition ont également été simultanément condamnés pour des délits similaires. En janvier 2012, Elias Kifle, rédacteur en chef de l'Ethiopian Review, a été condamné par contumace en vertu des mêmes lois antiterroristes. En avril 2014, une équipe de journalistes et de blogueurs appelée Zone 9 a été arrêtée sous des accusations de terrorisme similaires à Addis-Abeba. De même, en juillet 2014, Zelalem Workagegnehu, le contributeur du blog De Birhan basé dans la diaspora, ainsi que ses deux amis (Yonatan Wolde et Bahiru Degu), qui avaient postulé pour un cours sur la sécurité numérique, ont été arrêtés puis accusés de la Proclamation antiterroriste. Bahiru et Yonatan ont été acquittés par le tribunal le 15 avril 2016[réf. nécessaire]. Eskinder Nega a été libéré le 14 février 2018.
Le gouvernement a également adopté une loi limitant l’utilisation des applications de voix sur IP (VoIP) telles que Skype. Alors que les représentants du gouvernement ont présenté la loi comme un moyen de protéger les fournisseurs de télécommunications nationaux, certains critiques ont décrit le nouveau projet de loi comme une tentative de criminaliser l'utilisation des services VoIP pour punir la dissidence. Un rapport de 2014 décrit les « Règles pour les exploitants de cybercafés », qui incluent le fait de rendre tous les écrans d'ordinateur visibles pour l'exploitant et de signaler tout contenu critique à l'égard du gouvernement, ou de visiter des sites Web politiques sensibles. D'autres rapports décrivent les tentatives du seul fournisseur d'accès Internet (FAI) d'Éthiopie, Ethio Telecom, de restreindre l'utilisation d'outils permettant d'anonymiser la navigation sur le Web et de contourner le filtrage Internet. En mai 2012, les développeurs du projet de logiciel d'anonymisation Internet Tor ont signalé que l'Ethiopian Telecommunications Corporation (ETC) / Ethio telecom avait commencé à utiliser l'inspection approfondie des paquets (DPI) pour bloquer l'accès au service Tor.

### Abiy Ahmed (2018-présent)
Le 22 juin 2018, le gouvernement du Premier ministre Abiy Ahmed a ordonné le déblocage de plus de 200 sites Internet dans le cadre de réformes qui ont également permis le rétablissement des chaînes de télévision interdites et la libération de plusieurs prisonniers politiques,,. En annonçant les réformes, le chef de cabinet d'Abiy, Fitsum Arega, a réaffirmé la liberté d'expression comme un « droit fondamental ».
Le matin du 11 juin 2019, le groupe de surveillance Internet NetBlocks a signalé une coupure totale d'Internet dans toute l'Éthiopie suite au blocage des applications de messagerie Telegram et WhatsApp par Ethio Telecom la veille,,. Interprétée comme une mesure visant à prévenir la tricherie aux examens nationaux, cette perturbation a suscité la colère des chefs d'entreprise et entraîné une perte estimée à 17 millions de dollars pour le PIB de l'Éthiopie,,. La connectivité a été rétablie brièvement à deux reprises au cours de quatre jours consécutifs de pannes nationales, suivies de nouvelles perturbations régionales. WhatsApp a été débloqué le 17, bien que l'accès à Internet n'ait été entièrement rétabli que le 18 et que Telegram soit resté bloqué sans explication.
En juin 2019, la connexion Internet a été ralentie pour une raison inconnue. Il a été restauré quelques jours plus tard. La connexion a été complètement interrompue depuis l'assassinat du général Se'are Mekonnen, d'Ambachew Mekonnen, d'Ezez Wassie et de Gizae Aberra le 22 juin 2019. Tout est revenu à la normal le 2 juillet 2019[réf. nécessaire].
Le 30 juin 2020, l'accès à Internet a été massivement coupé dans tout le pays après le décès de Hachalu Hundessa le 29 juin. L'accés restera coupé tout au long des violences. Le 14 juillet, la connexion Wi-Fi a été rétablie alors que les données mobiles ont été rétablie à partir du 23 juillet[réf. nécessaire].
Tôt le matin du 4 novembre 2020, pendant le conflit du Tigré, une coupure d'Internet infranationale d'environ 15 %, cohérente avec les informations faisant état d'un blocage du téléphone et d'Internet dans la région du Tigré, a été signalée par NetBlocks. Après la dissolution du Saint-Synode illégal d'Oromia et du Saint-Synode orthodoxe éthiopien Tewahedo, le gouvernement a bloqué indéfiniment diverses plateformes de médias sociaux telles que Facebook, Telegram, YouTube et TikTok depuis le 9 février 2023, car l'Église orthodoxe menaçait d'organiser de grands rassemblements.

## Surveillance
Le gouvernement éthiopien mène une surveillance intensive des utilisateurs d’Internet, tant à l’intérieur qu’à l’extérieur du pays. En août 2012, l’Éthiopie a été ajoutée à la liste des 10 pays propriétaires de la suite de logiciels espions commerciaux FinFisher. L'agence gouvernementale éthiopienne impliquée dans la surveillance et le blocage de contenu s'appelle l'Agence de sécurité du réseau d'information[réf. nécessaire].
En décembre 2006, l' Agence éthiopienne des télécommunications a commencé à exiger des cybercafés qu'ils enregistrent les noms et adresses de leurs clients, apparemment dans le cadre d'un effort visant à traquer les utilisateurs qui se livraient à des activités illégales en ligne. Les listes doivent être remises à la police et les propriétaires de cybercafés qui n'enregistrent pas leurs utilisateurs risquent la prison.
Les blogueurs estiment que leurs communications sont surveillées et l’État se réserve le droit de couper l’accès à Internet aux revendeurs ou aux clients qui ne respectent pas les consignes de sécurité. Le gouvernement a déjà fermé des cybercafés dans le passé parce qu'ils proposaient des services VoIP et pour d'autres violations de la politique d'utilisation d'internet dans le pays.
Une étude réalisée en 2014 par Human Rights Watch a révélé une surveillance étendue d’Internet et d’autres systèmes de télécommunication dans le pays. Les agences de sécurité et de renseignement éthiopiennes peuvent utiliser les capacités de surveillance d'Internet pour accéder aux fichiers et aux activités sur l'ordinateur d'une cible, pour enregistrer les frappes au clavier et les mots de passe, et pour activer à distance la webcam et le microphone de l'appareil. La technologie de surveillance a été fournie par des entreprises étrangères, notamment ZTE, basée en Chine, ainsi que par FinFisher et Hacking Team.

## Vitesse Internet
Depuis janvier 2019, à Addis-Abeba, il existe des options de connexion 2G/3G et 4G (Ethiopian Telecommunication). Malgré la disponibilité de la carte SIM 4G et la vitesse de connexion pour une connexion mobile, la vitesse atteint à peine 3 Mbit/s de vitesse de téléchargement et 1 Mbit/s pour le téléversement (en moyenne 1,5 Téléchargement Mbit/s, 0,3 Mbit/s en téléversement). La disponibilité souffre un peu : le 18 janvier 2019, il y a eu une panne d'Internet pendant la journée (un opérateur télécom éthiopien a déclaré que c'était pour des raisons de sécurité nationale)[réf. nécessaire].